# 三原駅

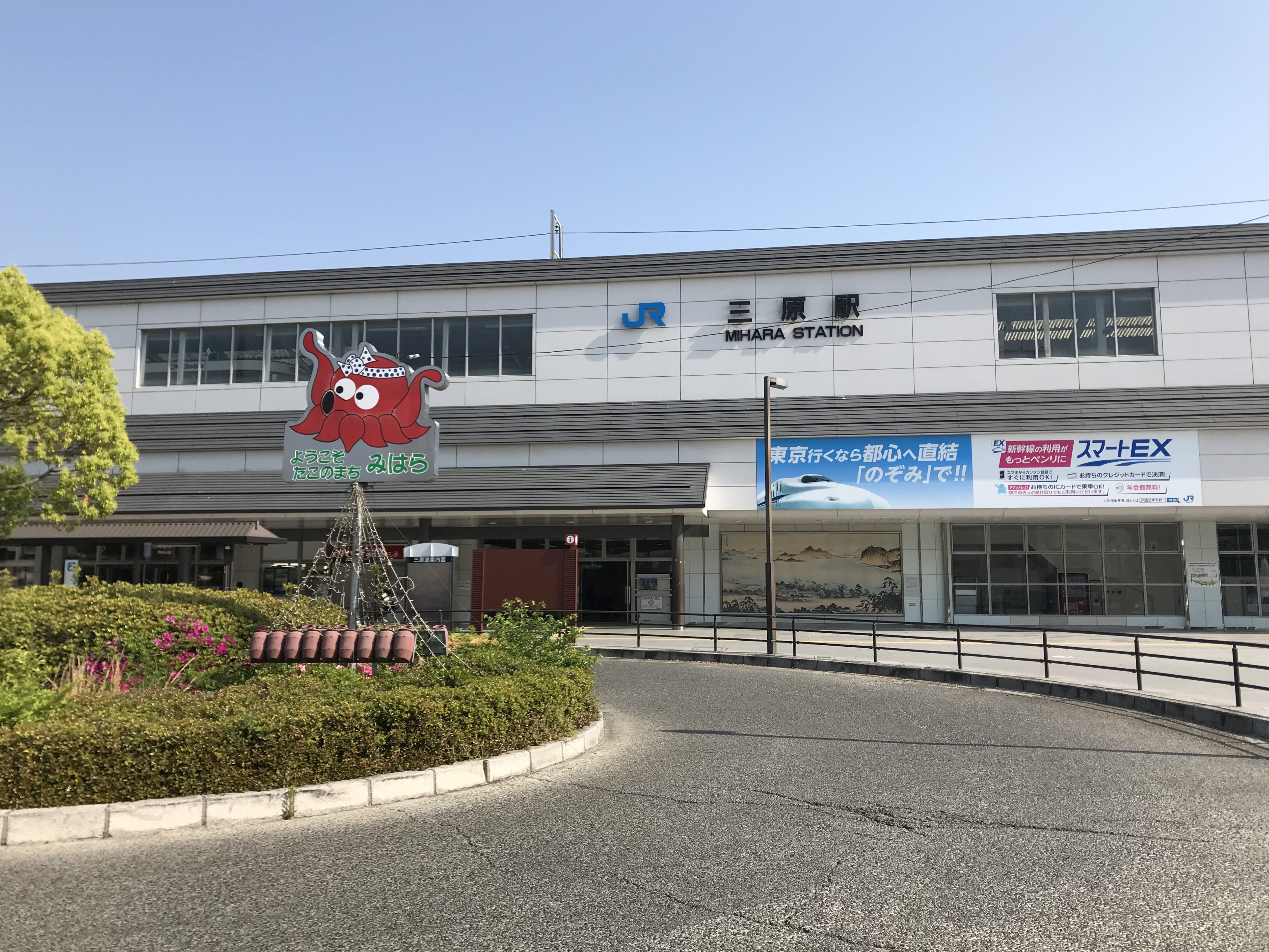
南口の一部のみ接写（2018年4月）

三原駅（みはらえき）は、広島県三原市城町一丁目にある、西日本旅客鉄道（JR西日本）の駅である。
三原城本丸跡を横切るように建てられている。三原港まで当駅から300 mと近い。

## 乗り入れ路線
山陽新幹線と、在来線における当駅の所属線である山陽本線、および当駅を起点とする呉線が乗り入れており、後者は竹原・呉方面を回り、海田市駅で山陽本線に合流して広島駅に至る。山陽本線の駅番号については、糸崎駅と当駅では福山方面と広島方面それぞれに割り当てられており、広島方面はJR-G16、福山方面がJR-X20である。呉線の駅番号はJR-Y31。在来線はICOCAの利用エリアに含まれている。
事務管コードは▲800601を使用している。

## 歴史
当駅開業前は隣駅の糸崎駅が「三原駅」を名乗っていた。
山陽新幹線の建設に当たって、福山 - 広島間の中間駅は尾道に設置する案と三原に設置する案があったが、いずれか1つを選択する予定になっていた。三原駅には線形的には乗り入れ可能でも市街地の用地買収が困難であり、一方で尾道駅には地形的に新幹線を乗り入れできないが、約2.5 km北に建設予定のバイパス道路沿いに新駅を建設する構想があってこちらが有力とされていた。
ところが当時の三原市長の長尾正三が巻き返しにかかり、新幹線ルート上の地権者や住民3,828人の新幹線誘致同意の署名を取り付けて、1969年（昭和44年）1月に国鉄本社に持参した。これにより用地買収に問題が無いとわかり、在来線駅に新幹線駅を併設できる方が望ましいこと、福山 - 広島間の中間に近くなることなどから、国鉄の判断は逆転して三原駅が選択されることになり、1975年（昭和50年）の新幹線博多延伸と同時に新幹線三原駅が実現することになった。新尾道駅の開業が実現するのはそれから13年後の1988年（昭和63年）のことであり、工事費62億円は地元負担となっている。

### 年表
- 1894年（明治27年）6月10日：山陽鉄道 糸崎駅 - 広島駅間の開通と同時に開業[2]。旅客・貨物の取扱を開始[2]。
- 1906年（明治39年）12月1日：山陽鉄道の国有化により、官設鉄道の駅となる[2]。
- 1909年（明治42年）10月12日：線路名称制定。山陽本線の所属となる。
- 1930年（昭和5年）3月19日：呉線が当駅から須波駅まで開通[7]。
- 1951年（昭和26年）7月5日：駅舎改築[8]。
- 1965年（昭和40年）9月24日：みどりの窓口営業開始。
- 1971年（昭和46年）10月1日：貨物の取扱を廃止[2]。これは、山陽新幹線建設に際して、駅北側に存在した貨物設備が支障するためである[9]。
- 1975年（昭和50年）3月10日：山陽新幹線が岡山駅 - 博多駅間延伸により、当駅に乗り入れ[10]。
- 1986年（昭和61年）11月1日：新聞紙以外の荷物扱い廃止[2]。
- 1987年（昭和62年）4月1日：国鉄分割民営化により、西日本旅客鉄道（JR西日本）の駅となる[2]。
- 1989年（平成元年）9月28日：山陽本線（上り線）が高架橋へ切り替え[11]。
- 1990年（平成2年）6月26日：山陽本線（下り線）が高架橋へ切り替え[11]。
- 1991年（平成3年）7月29日：呉線が高架化され、在来線全線が高架化完成[12]。
- 1995年（平成7年）10月1日：広島支社の直轄から三原地域鉄道部の管轄となる[13]。
- 1997年（平成9年）11月29日：ダイヤ改正により「ひかり」の停車が廃止される。
- 2005年（平成17年）
  - 2月25日：山陽新幹線改札に自動改札機を導入。
  - 10月1日：臨時快速「瀬戸内マリンビュー」新設に伴い、停車駅となる。
- 2006年（平成18年）3月18日：ダイヤ改正により、広島駅 - 新大阪駅間を運行する「ひかりレールスター」上下2本が新規停車。
- 2007年（平成19年）
  - 7月2日：在来線にICOCA対応の自動改札機導入。
  - 9月1日：在来線でICカード「ICOCA」の利用が可能となる。
- 2008年（平成20年）3月15日：ダイヤ改正により東京駅直通「ひかり」が復活（当駅始発）。
- 2012年（平成24年）3月17日：ダイヤ改正により東京駅直通「ひかり」が、当駅始発から広島発に変更される。また、当駅に停車する「ひかり」と「ひかりレールスター」が増便される。
- 2018年（平成30年）6月1日：三原地域鉄道部の廃止[14]に伴い、三原管理駅として駅を管轄する。
- 2020年（令和2年）9月：駅ナンバリングが導入され、使用を開始[15][16]。
- 2021年（令和3年）8月16日：みどりの券売機プラスを導入[17]。これにともない在来線のみどりの窓口の営業時間が短縮され、閉鎖時間帯が設定される（新幹線のみどりの窓口は変更なし）[17]。

## 駅構造

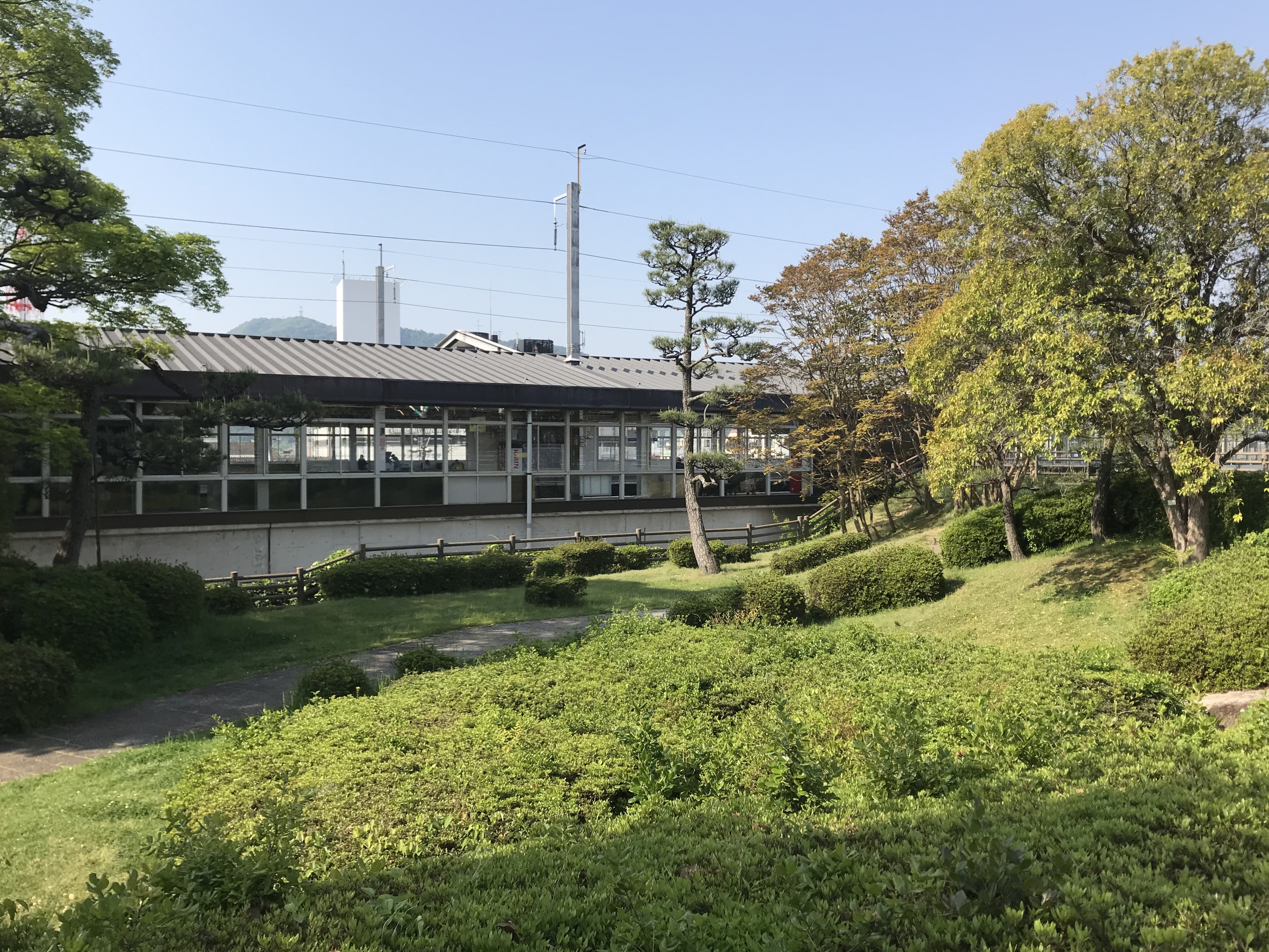
新幹線ホームは三原城の天主台跡に隣接している（2018年4月）

在来線は島式ホーム2面4線、新幹線は16両編成対応（ホーム長410m）の相対式ホーム2面2線を持つ高架駅である。新幹線保線区が設置されており、当駅の下り寄りに保線区への分岐が設置されている。
改札口は1階にある在来線改札口1か所のみで、新幹線専用の改札口は設置されていない。新幹線を利用する際は乗換改札口を通る必要があり、そのためには在来線コンコースに入ることになる。
駅長が配置された直営駅で、かつ管理駅として山陽線の入野駅 - 本郷駅間、呉線の風早駅 - 須波駅間を管理している。かつては、同区間を管轄する三原地域鉄道部の事務所が当駅構内にあったが、2018年6月1日の組織改定で廃止されている。

### のりば
| のりば       | 路線         | 方向         | 行先         | 備考             |
| 在来線ホーム | 在来線ホーム | 在来線ホーム | 在来線ホーム | 在来線ホーム     |
| ------------ | ------------ | ------------ | ------------ | ---------------- |
| 1            | 呉線         | -            | 竹原方面     |                  |
| 2            | 山陽本線     | 下り         | 西条方面     |                  |
| 3            | 山陽本線     | 上り         | 福山方面     | 一部1・2番のりば |
| 4            | 山陽本線     | 上り         | 福山方面     | 一部1・2番のりば |
| 新幹線ホーム |              |              |              |                  |
| 6            | 山陽新幹線   | 下り         | 広島方面     |                  |
| 7            | 山陽新幹線   | 上り         | 岡山方面     |                  |

- 基本的には上記のように使われているが、呉線から直通してくる山陽本線上り列車に限り、1・2番のりばからも発車する（1番のりばから出ることが多い）。
- 山陽本線下り本線は2番のりば、上り本線は4番のりばであり、上り岡山方面に運転される列車と当駅通過列車（貨物列車等）はこの2線を通る。3番のりばは岡山方面からの折り返し列車専用である（呉線からの直通列車が使用することもある。また2019年3月16日ダイヤ改正より、1日2本広島方面から直通する糸崎行きも使用開始）。
- 高架化後、5番のりばは欠番となった。
- 線路配置上、呉線から到着、出発できるのは1 - 3番のりばである。山陽本線、下り西条方面から到着できるのは3・4番のりば、出発できるのは1 - 3番のりばである。上り岡山方面から到着できるのは1 - 3番のりば、出発できるのは1 - 4番のりばである。
  - 山陽本線下りはすべて2番のりば、呉線の下りはすべて1番のりばを使用する。
- 1番線には当駅が起点となる呉線の0キロポストが設置されている。
- 新幹線で当駅留置運用が1本設定されている。
- 3・4番のりばの駅名標の両面と1・2番のりばの駅名標の2番線側の面は隣駅が「ほんごう」・「いとざき」と記載されており、1・2番のりばの駅名標の1番線側の面は隣駅が「すなみ」・「いとざき」と記載されている。

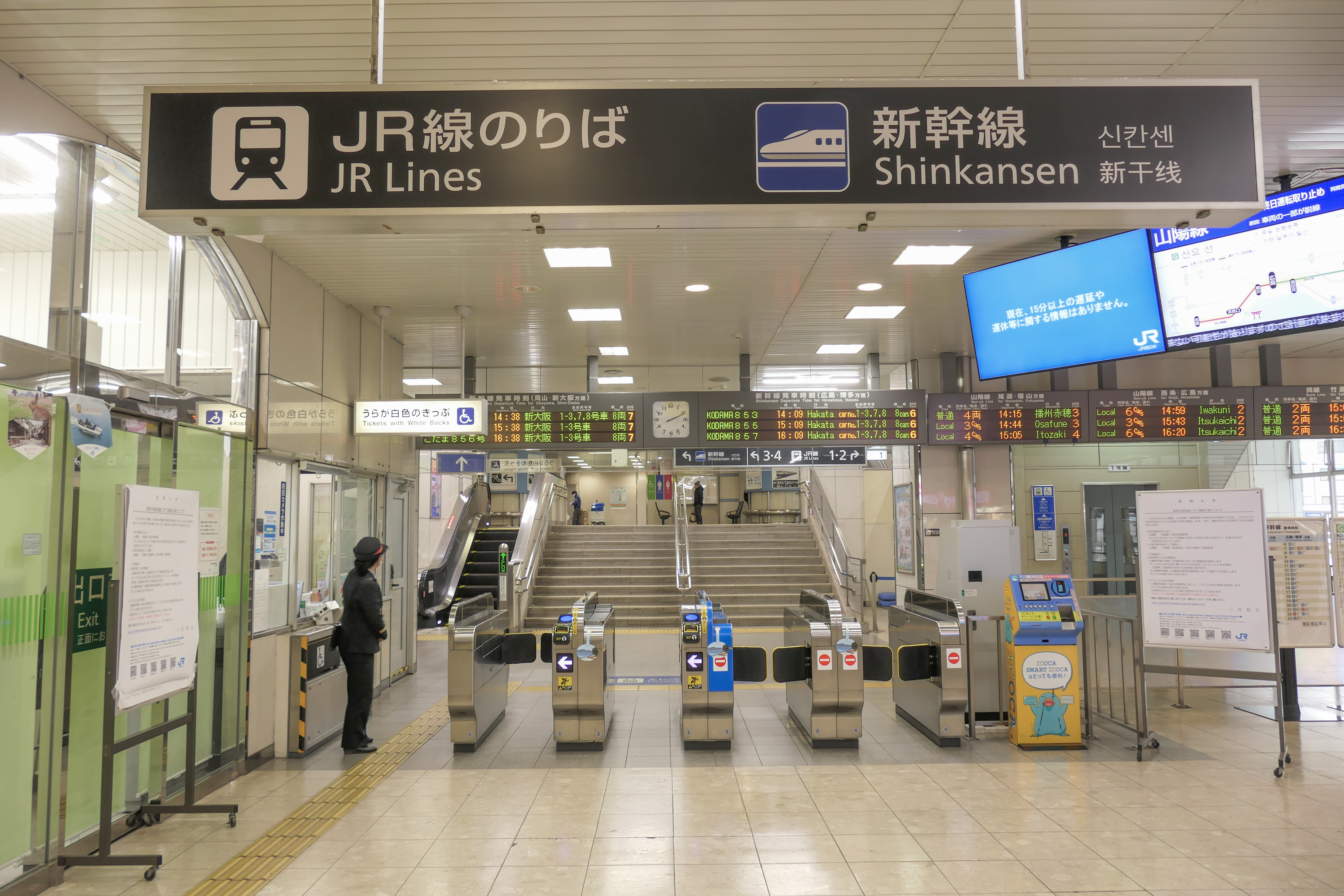
改札口（2021年12月）
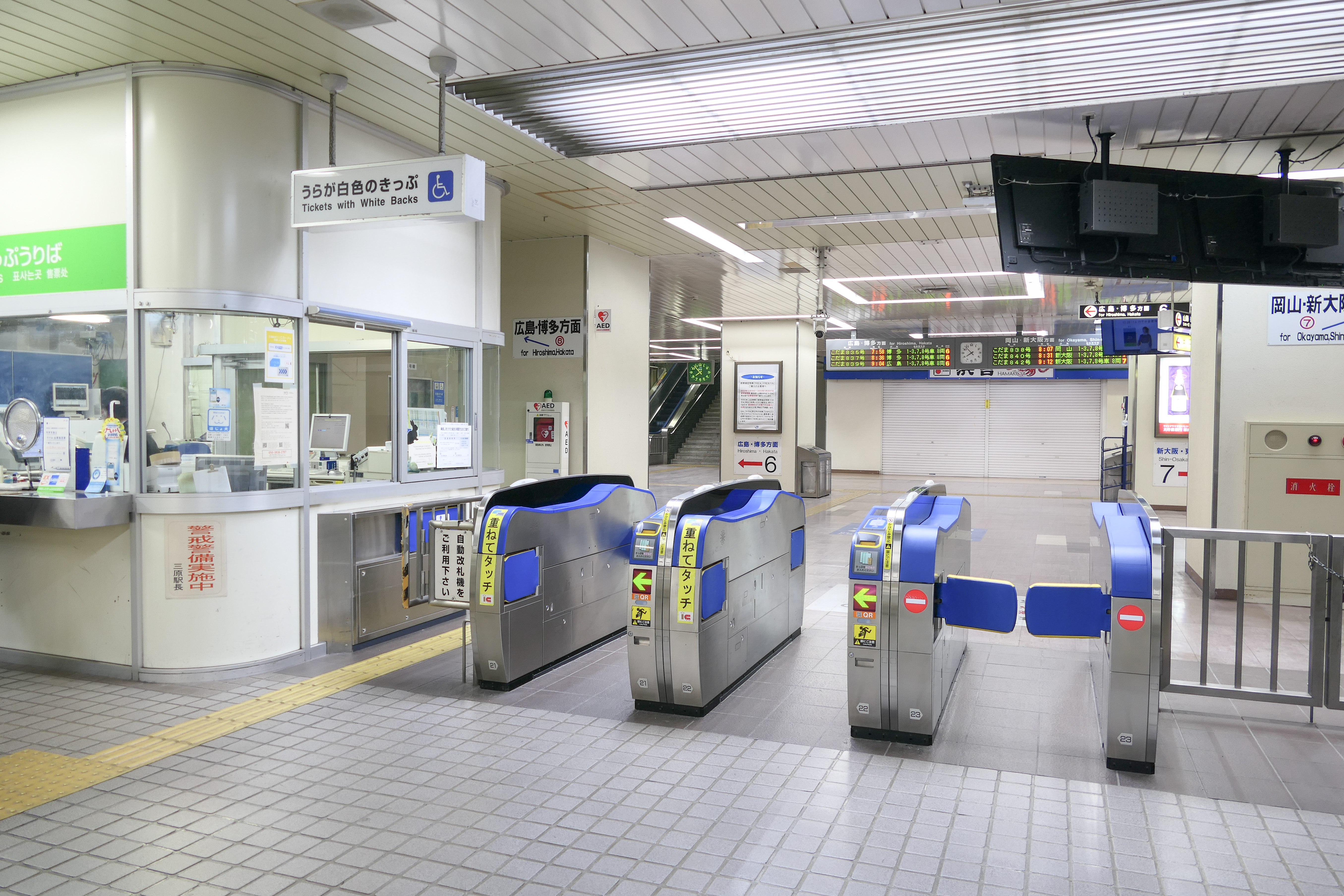
新幹線乗換口改札（2021年12月）
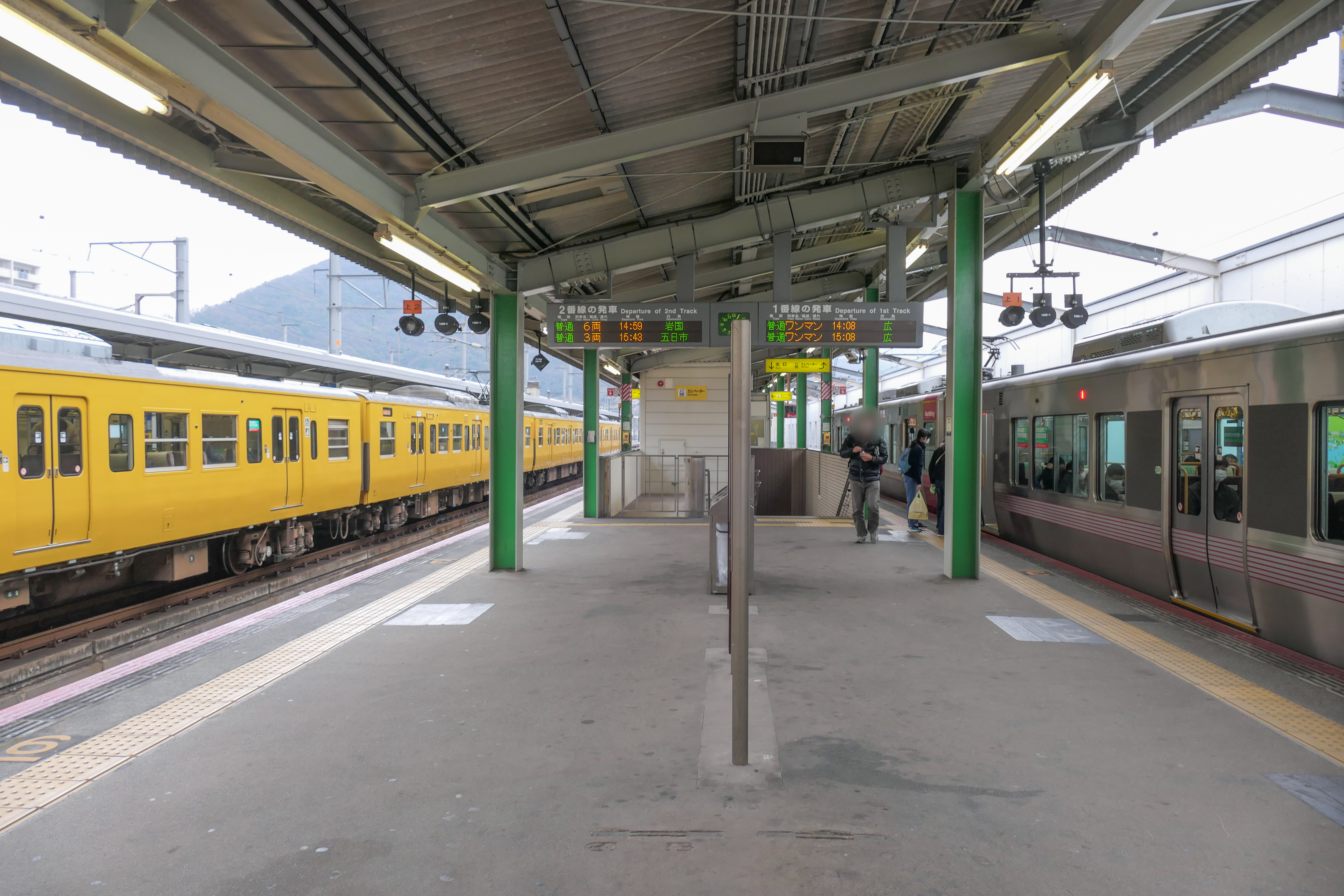
1・2番線ホーム（2021年12月）
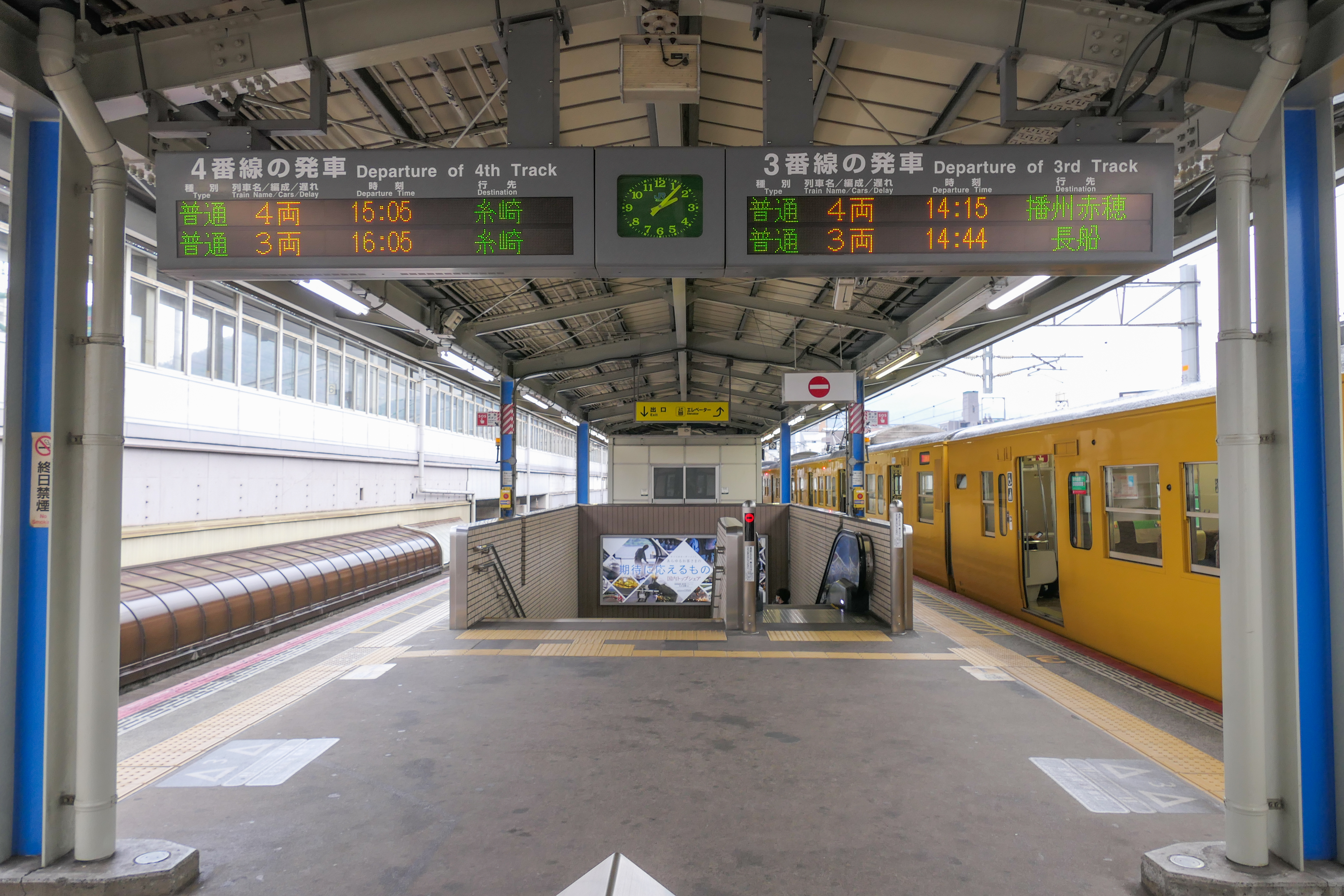
3・4番線ホーム（2021年12月）

### 高架化以前
1番線は駅舎に面した単式ホームで、広島側には切欠きホームの0番のりばがあり、3･4番のりばは島式ホーム、5番のりばは単式ホームであった。1番のりばと3番のりばの間には通過線が、5番のりばの北側尾道寄りには保線車両用の引込み線が存在した。
| のりば    | 路線  | 方向     | 行先                 | 備考                                       |
| --------- | ----- | -------- | -------------------- | ------------------------------------------ |
| 0         | ■呉線 | -        | 竹原方面             | 切欠きホームのため、呉線以外からは入線不可 |
| 1         | ■呉線 | -        | 竹原方面             |                                            |
| ■山陽本線 | 上り  | 福山方面 | 広島方面へも出発可能 |                                            |
| ■山陽本線 | 3・4  | 下り     | 西条方面             | 優等列車が停車                             |
| ■山陽本線 | 3・4  | 上り     | 福山方面             | 広島方面へも出発可能                       |
| ■山陽本線 | 5     | 上り     | 福山方面             | 優等列車が停車                             |

### 駅構内の施設
- セブンイレブンおみやげ街道三原店
- キヨスク：新幹線コンコース

## ダイヤ

### 新幹線
1975年3月10日に山陽新幹線が全線開通した当時は、東京駅 - 博多駅（一部広島駅）間運転の「ひかり」が設定されていた。
1980年10月1日改正以降、停車本数が毎時2本となる時間帯が徐々に増やされた。これは、従来の「ひかり」に加えて、新大阪駅 - 博多駅間運転の「こだま」のどちらかが運行されることになったためである。
1986年11月1日改正以降は山陽新幹線区間の「こだま」を増発し、「ひかり」の停車本数が順次削減された。その後1997年11月29日改正をもって、岡山駅での「のぞみ」と「こだま」の接続改善により、「ひかり」の停車はいったん廃止された。
それ以降、基本的に「こだま」が1時間あたり1 - 2本停車するのみだが、2006年3月18日ダイヤ改正から「ひかり」の停車が復活した。当駅始発の東京行き「ひかり」、ひかりレールスター（2便）。
また2013年3月16日ダイヤ改正より「ひかり441号」博多行きは当駅に停車し、次の東広島駅を通過する。当該列車は改正前日の15日までは広島行きであった。また従来の「ひかり」停車駅に加え、新岩国駅に停車する。
2023年3月18日ダイヤ改正より臨時列車「さくら582号」新大阪行きが当駅に停車するようになり、不定期ではあるが、「さくら」停車駅に加わった。
三原駅からの所要時間は福山駅へ約16分、新尾道駅へ約6分、東広島駅へ約11分、広島駅へ約25分である。三原と福山・新尾道・東広島・広島との区間において自由席を利用する場合には割安な特定特急料金が適用される。

### 在来線
2021年3月13日現在、1時間あたり下り広島方面は1本、上り岡山方面は3本設定されている。2011年3月12日以降上り列車は岡山行きだったものも含めて多くが次の糸崎行きに見直された。また、姫路発当駅止まりの普通列車は朝晩に1本ずつあるが、当駅からの姫路行き普通列車は晩の1本のみである。観光列車のetSETOra、ラ・マル しまなみも停車する。

## 駅弁
駅構内で浜吉が駅弁・うどんを販売している。以前、うどんは在来線1番線 - 4番線すべてに店舗があったが、のちに3、4番線の店舗は閉鎖され、1番線・2番線の店舗のみとなった。
主な駅弁は下記の通り。
- 瀬戸内たべくらべ弁当
- 漫遊弁当
- 元祖珍辨たこめし
- 浮城弁当
- 広島名物あなごめし
- 松茸牛すき弁当（7 - 11月販売）
- 二代目あなごあいのせ重
- 春彩すき焼き弁当（12 - 6月販売）

## 利用状況
「広島県統計年鑑」によると、近年の1日平均乗車人員は以下の通りである。
| 年度                | 1日平均 乗車人員 |
| ------------------- | ---------------- |
| 1987年（昭和62年）  | 10,700           |
| 1988年（昭和63年）  | 10,930           |
| 1989年（平成 元年） | 11,247           |
| 1990年（平成02年）  | 11,937           |
| 1991年（平成03年）  | 12,268           |
| 1992年（平成04年）  | 12,791           |
| 1993年（平成05年）  | 12,365           |
| 1994年（平成06年）  | 10,614           |
| 1995年（平成07年）  | 10,317           |
| 1996年（平成08年）  | 8,947            |
| 1997年（平成09年）  | 8,477            |
| 1998年（平成10年）  | 8,180            |
| 1999年（平成11年）  | 7,677            |
| 2000年（平成12年）  | 7,437            |
| 2001年（平成13年）  | 7,150            |
| 2002年（平成14年）  | 6,828            |
| 2003年（平成15年）  | 6,819            |
| 2004年（平成16年）  | 6,850            |
| 2005年（平成17年）  | 7,001            |
| 2006年（平成18年）  | 6,845            |
| 2007年（平成19年）  | 6,791            |
| 2008年（平成20年）  | 6,753            |
| 2009年（平成21年）  | 6,458            |
| 2010年（平成22年）  | 6,326            |
| 2011年（平成23年）  | 6,259            |
| 2012年（平成24年）  | 6,233            |
| 2013年（平成25年）  | 6,347            |
| 2014年（平成26年）  | 6,134            |
| 2015年（平成27年）  | 6,351            |
| 2016年（平成28年）  | 6,363            |
| 2017年（平成29年）  | 6,354            |
| 2018年（平成30年）  | 6,198            |
| 2019年（令和 元年） | 6,203            |
| 2020年（令和02年）  | 4,676            |
| 2021年（令和03年）  | 4,558            |
| 2022年（令和04年）  | 5,050            |
| 2023年（令和05年）  | 5,441            |

## 駅周辺
- 三原城址
- ペアシティ三原西館
  - 三原国際ホテル
  - 三原市総合保健福祉センター サン・シープラザ
  - みはら市民大学
- キオラスクエア
  - 三原市立中央図書館
  - ホテルルートイン三原駅前
  - フレスタおかず工房三原駅前店
- 三原警察署 三原駅交番
- イオン三原店（旧ジャスコ三原店）
- フジグラン三原
- スーパーホテル 三原駅前
- 広島大学附属三原幼稚園・小学校・中学校
- 三原市役所
- 三原リージョンプラザ
- 三原郵便局
- 三原市立三原小学校
- 県立広島大学三原キャンパス
- 三原赤十字病院
- 三原港フェリーターミナル

### 道路
- 国道185号 - 竹原市方面 / 糸崎方面
- 国道2号三原バイパス 中之町ランプ /  恵下谷ランプ
  - 西行き - 三原市本郷南（山陽自動車道本郷IC・広島空港方面）・東広島市方面
  - 東行き - 木原道路・尾道バイパス・尾道市方面
- 広島県道25号三原東城線 - 国道2号三原バイパス恵下谷ランプ・山陽自動車道三原久井IC・三原市久井町・世羅町方面
- 広島県道55号尾道三原線 - 国道2号三原バイパス中之町ランプ・尾道市美ノ郷町・山陽自動車道尾道IC方面
- 広島県道75号三原竹原線 - 三原市小泉町・竹原市方面
- 広島県道155号三原本郷線

## バス路線

### 南口
| のりば         | 運行事業者                        | 路線名（愛称）・系統・行先                                                                                            | 備考                                              |
| 都市間高速バス | 都市間高速バス                    | 都市間高速バス | 都市間高速バス                                    |
| -------------- | --------------------------------- | --- | ------------------------------------------------- |
| 1              | 中国バス                          | 10 エアポートリムジン：本郷支所前・広島空港                                                                           |                                                   |
| 1              | - 中国バス - 小田急ハイウェイバス | エトワールセト号：新宿駅西口・新宿南口（バスタ新宿）                                                                  | 夜行便 運休中                                     |
| 一般路線バス   |                                   | |                                                   |
| 2              | ■ 鞆鉄道                          | - 28・28-1 三原福地線：鳴滝登山口 - 29・29-1 三原福地線：上福地                                                       | 「28・28-1 三原福地線」は終点で尾道駅前方面に連絡 |
| 3              | ■ 芸陽バス                        | - 幸崎線：すなみ荘前 - 三原竹原線：中通 - 小泉循環線：あやめヶ丘・甲原橋方面 - 三原本郷循環線：本郷駅前・三原警察署前 |                                                   |
| 4              | ■ 芸陽バス                        | - 三原本郷循環線：本郷駅前・三中前方面 / 法常寺下方面 - 田野浦線：青葉台 - 三原本郷線：本郷駅前                       |                                                   |
| 5              | ■ 芸陽バス                        | - 三原本郷循環線：法常寺下・三原警察署前方面 - 頼兼循環線：宮浦中央・法常寺下方面                                     |                                                   |

### 西口
| 一般路線バス | 一般路線バス        | 一般路線バス                    | 一般路線バス |
| のりば       | 運行事業者          | 路線名・系統・行先              | 備考         |
| ------------ | ------------------- | ------------------------------- | ------------ |
| 6            | ■ 中国バス          | 60・60-1 三原甲山線：甲山営業所 |              |
| 6            | ■ 芸陽バス          | 三原徳良線：徳良                |              |
| 7            | ■ 中国バス ■ 鞆鉄道 | 70 三原深線：深下組             |              |

## 航路
三原駅の約200メートル南にある「三原港フェリーターミナル」から、佐木島、小佐木島、因島、生口島、生名島に向かう旅客船・フェリーが運航している。大久野島へ土曜休日のみ運航の高速船「ラビットライン」、高速船観光型クルーザー「SEA SPICA」（瀬戸内しまたびライン）も発着する。かつては四国（今治）、大三島（井口）へも運航されていたが、しまなみ海道の開通後、廃止または休止された。

## 付記
- 国指定史跡の三原城址の上へ設置されており、駅構内より天主台への入り口もあり、石垣などの遺構も駅構内に多く残る。
- 姫路・相生・播州赤穂・長船方面から岡山駅を越えて運行される山陽本線普通列車は大半が当駅で折り返す。管轄上は広島支社管内の駅であるが、西条方面よりも岡山方面の方が、本数が多い（西条方面からの列車は全て糸崎駅止であり、当駅以東に乗り越す場合、当駅または糸崎駅で、始発の岡山方面行き列車に乗換）。岡山方面（糸崎止含む）はラッシュ時が毎時5 - 6本、日中毎時3本であるが、西条方面は日中毎時1本の運行である。また、2017年のダイヤ改正までは岡山 - 福山間の快速列車「サンライナー」が1日1本、当駅まで運転されていた。
- 高架化前の駅付近は開かずの踏切が多かった。ちなみにロープの手動踏切であった。
- 高架化後、山陽本線は駅西側の路線が高架化前よりルートがかなり変更された。現在は、高架のまま西に一直線に進み、トンネルで山の中をショートカットしているが、高架化以前はトンネルはなく、山の南側を迂回するルートをとっていた。高架化により、当駅 - 本郷駅の営業キロは10.1 kmから9.5 kmに短縮された。そのため、当駅以西は起点の神戸駅からの距離標が営業キロに0.6を足した値になっている。
- 在来線ホームの接近放送のメロディーは、2003年頃より「かもめの水兵さん」が使用されるようになった。2008年3月15日のダイヤ改正からは宮島口駅、新山口駅などと同様に広島支社標準の接近メロディー（1・2・3番線は「広島駅2・7番線」、4番線は「広島駅4・9番線」のメロディーの音色違い）をベースとした詳細放送が使用されていた。なお現在（2010年3月ダイヤ改正時点）は、1 - 4番線とも「かもめの水兵さん」の接近メロディーをベースとした詳細放送が使用されている。
- しまなみ海道開通時には今治桟橋と当駅を結ぶ高速バスしまなみライナー三原線が開設されたが、数か月で廃止された。
- 数年前までトンネル西側の新倉町辺りで、廃線跡を見ることができた。現在は宅地開発に伴い撤去されている。
- 原爆投下直後、山陽本線は当駅で折り返し運転を行っていたが、呉線は海田市駅まで運行していた[25]。
- 当駅から下関駅まで、CTCによって広島において集中管理されている旨が書かれている。
- 1987年度の共通一次試験社会科地理において、当駅周辺の地図を用いた問題が出題された。その際、実際の地名と分かって当駅周辺に詳しい受験生が有利にならないよう、当駅の駅名が「みはま」とされていた。

## 隣の駅
※新幹線の停車駅は各列車記事を参照のこと。
西日本旅客鉄道（JR西日本）
 山陽新幹線
新尾道駅 - 三原駅 - 東広島駅
  山陽本線
糸崎駅 (JR-G17/JR-X19) - 三原駅 (JR-G16/JR-X20) - 本郷駅 (JR-G15)
 呉線
三原駅 (JR-Y31) - 須波駅 (JR-Y30)